# جوزيه ياو كامبوس
جوزيه ياو كامبوس هو شخصية أعمال فلبيني، ولد في 1922 في جينجيانغ في الصين، وتوفي في 1 مايو 2016.